# Son of a Gun (I Betcha Think This Song Is About You)
Son of a Gun (I Betcha Think This Song Is About You) è un brano della cantante statunitense Janet Jackson realizzato con la collaborazione delle cantanti Carly Simon e Missy Elliott, estratto nel 2001 come settimo singolo dell'album All for You.

## Descrizione
Il brano presenta un campionamento del famoso successo You're So Vain (1972) di Carly Simon: quando Jackson l'ha contattata per chiederle il prestito del sample, Simon ha acconsentito decidendo però di reincidere la sua parte vocale per dare maggior coesione tra la strumentale del suo vecchio pezzo e la nuova produzione. Oltre al ritornello originale, Simon ha introdotto anche una strofa rap e alcune parti parlate nell'introduzione.
Il testo parla di un uomo che ha tentato di estorcere denaro dalla Jackson, ingannandola diverse volte. I media hanno speculato che tale canzone sia indirizzata a René Elizondo Jr., ex marito della Jackson da cui la cantante aveva divorziato proprio durante il periodo di realizzazione di All for You. Nonostante ciò la cantante ha dichiarato: «Tutti lo dicono. Tutti dicono che sia René. In realtà questa canzone non è dedicata a una persona specifica, ma ad alcune persone che si sono introdotte nella mia vita con l'inganno.» Ironia della sorte, nel 1972 Carly Simon ha creato simile scalpore con You're So Vain, con i media che supposero che la canzone accusava Mick Jagger o Warren Beatty.

## Video musicale
Il videoclip della canzone fu diretto da Francis Lawrence e girato in un hotel di Los Angeles.

## Tracce
Singolo CD Europa
1. Son of a Gun (P. Diddy Extended Remix feat. Missy Elliott/P. Diddy) – 7:59
2. Son of a Gun (Route 80 Remix feat. Missy Elliott) – 4:09
3. Son of a Gun (Cottonbelly Dub) – 5:27
4. Son of a Gun (The Original Flyte Tyme Remix feat. Missy Elliott) – 4:13